# Puchar Gruzji w piłce siatkowej mężczyzn (2021)
Puchar Gruzji w piłce siatkowej mężczyzn 2021 – 1. edycja rozgrywek o siatkarski Puchar Gruzji zorganizowana przez Gruziński Narodowy Związek Piłki Siatkowej. Rozegrana została w dniach 19-21 listopada 2021 roku w hali do siatkówki przy ul. Kijowskiej 8 w Tbilisi.
Do Pucharu Gruzji 2021 zgłosiło się osiem drużyn: Batumi, Cageri, Gori, Gruziński Uniwersytet Techniczny (GTU), Kwareli, Rustawi oraz młodzieżowa reprezentacja Gruzji. Rozgrywki składały się z ćwierćfinałów, półfinałów, meczu o 3. miejsce i finału. Rywalizacja toczyła się w systemie pucharowym. Losowanie, na podstawie którego powstała drabinka turniejowa, odbyło się 18 listopada.
Puchar Gruzji zdobył zespół Cageri, który w finale pokonał Batumi. Trzecie miejsce zajęła drużyna Gruzińskiego Uniwersytetu Technicznego. Najlepszym zawodnikiem turnieju (MVP) wybrany został Aleksander Zakaidze.

## Drużyny uczestniczące
| Mistrzostwa Gruzji (6 drużyn) | Mistrzostwa Gruzji (6 drużyn) |
| ----------------------------- | ----------------------------- |
| Batumi                        | 2. miejsce                    |
| Cageri                        | 1. miejsce                    |
| Gori                          | ćwierćfinał                   |
| GTU                           | 3. miejsce                    |
| Kutaisi                       | 4. miejsce                    |
| Kwareli                       | ćwierćfinał                   |
| I liga (1 drużyna)            |                               |
| Rustawi                       | ćwierćfinał                   |
| Pozostałe (1 drużyna)         |                               |
| reprezentacja młodzieżowa     | ćwierćfinał                   |

## Drabinka
|  |                           |                           |              |         |   |           |           |           |                   |                   |                   |       |       |
|  | Ćwierćfinały              | Ćwierćfinały              | Ćwierćfinały |         |   | Półfinały | Półfinały | Półfinały |                   |                   | Finał             | Finał | Finał |
|  | Ćwierćfinały              | Ćwierćfinały              | Ćwierćfinały |         |   | Półfinały | Półfinały | Półfinały |                   |                   | Finał             | Finał | Finał |
|  |                           |                           |              |         |   |           |           |           |                   |                   |                   |       |       |
|  |                           |                           |              |         |   |           |           |           |                   |                   |                   |       |       |
|  | Batumi                    | Batumi                    | 3            |         |   |           |           |           |                   |                   |                   |       |       |
|  | Batumi                    | Batumi                    | 3            |         |   |           |           |           |                   |                   |                   |       |       |
|  | Rustawi                   | Rustawi                   | 0            |         |   |           |           |           |                   |                   |                   |       |       |
|  | Rustawi                   | Rustawi                   | 0            |         |   | Batumi    | Batumi    | 3         |                   |                   |                   |       |       |
|  |                           |                           |              |         |   | Batumi    | Batumi    | 3         |                   |                   |                   |       |       |
|  |                           |                           | Kutaisi      | Kutaisi | 1 |           |           |           |                   |                   |                   |       |       |
|  | reprezentacja młodzieżowa | reprezentacja młodzieżowa | Kutaisi      | Kutaisi | 1 | 1         |           |           |                   |                   |                   |       |       |
|  | reprezentacja młodzieżowa | reprezentacja młodzieżowa |              |         |   |           |           |           |                   |                   |                   |       |       |
|  | Kutaisi                   | Kutaisi                   | 3            |         |   |           |           |           |                   |                   |                   |       |       |
|  | Kutaisi                   | Kutaisi                   | 3            |         |   | Batumi    | Batumi    | 0         |                   |                   |                   |       |       |
|  |                           |                           |              |         |   |           |           |           |                   |                   |                   |       |       |
|  |                           |                           | Cageri       | Cageri  | 3 |           |           |           |                   |                   |                   |       |       |
|  | GTU                       | GTU                       | Cageri       | Cageri  | 3 | 3         |           |           |                   |                   |                   |       |       |
|  | GTU                       | GTU                       |              |         |   |           |           |           |                   |                   |                   |       |       |
|  | Kwareli                   | Kwareli                   | 0            |         |   |           |           |           |                   |                   |                   |       |       |
|  | Kwareli                   | Kwareli                   | 0            |         |   | GTU       | GTU       | 0         | Mecz o 3. miejsce | Mecz o 3. miejsce | Mecz o 3. miejsce |       |       |
|  |                           |                           |              |         |   | GTU       | GTU       | 0         | Mecz o 3. miejsce | Mecz o 3. miejsce | Mecz o 3. miejsce |       |       |
|  |                           |                           | Cageri       | Cageri  | 3 |           |           |           |                   |                   |                   |       |       |
|  | Cageri                    | Cageri                    | Cageri       | Cageri  | 3 | 3         |           |           |                   |                   |                   |       |       |
|  | Cageri                    | Cageri                    |              |         |   |           |           | Kutaisi   | Kutaisi           | 0                 |                   |       |       |
|  | Gori                      | Gori                      | 1            |         |   |           |           |           | Kutaisi           | 0                 |                   |       |       |
|  | Gori                      | Gori                      | 1            |         |   |           |           | GTU       | GTU               | 3                 |                   |       |       |
|  |                           |                           |              |         |   |           |           |           | GTU               | 3                 |                   |       |       |

## Rozgrywki
Wszystkie godziny według strefy czasowej UTC+04:00.

### Ćwierćfinały
| Data       | Godzina | Drużyna 1                 | Drużyna 2 | Wynik | Źródło |
| ---------- | ------- | ------------------------- | --------- | ----- | ------ |
| 19.11.2021 | 10:00   | Batumi                    | Rustawi   | 3:0   |        |
| 19.11.2021 | 11:45   | reprezentacja młodzieżowa | Kutaisi   | 1:3   |        |
| 19.11.2021 | 18:30   | GTU                       | Kwareli   | 3:0   |        |
| 19.11.2021 | 20:30   | Cageri                    | Gori      | 3:1   |        |

### Półfinały
| Data       | Godzina | Drużyna 1 | Drużyna 2 | Wynik                            | Źródło |
| ---------- | ------- | --------- | --------- | -------------------------------- | ------ |
| 20.11.2021 | 18:00   | Batumi    | Kutaisi   | 3:1 (23:25, 25:23, 25:17, 25:23) |        |
| 20.11.2021 | 20:00   | GTU       | Cageri    | 0:3 (22:25, 17:25, 25:27)        |        |

### Mecz o 3. miejsce
| Data       | Godzina | Drużyna 1 | Drużyna 2 | Wynik                    | Źródło |
| ---------- | ------- | --------- | --------- | ------------------------ | ------ |
| 21.11.2021 | 16:00   | Kutaisi   | GTU       | 0:3 (19:25, 19:25, 9:25) |        |

### Finał
| Data       | Godzina | Drużyna 1 | Drużyna 2 | Wynik                     | Źródło |
| ---------- | ------- | --------- | --------- | ------------------------- | ------ |
| 21.11.2021 | 18:00   | Batumi    | Cageri    | 0:3 (18:25, 22:25, 15:25) |        |